# Kalifornischer Ziesel
Der (oder das)  Kalifornische Ziesel (Otospermophilus beecheyi, Syn.: Spermophilus beecheyi, Citellus beecheyi) ist ein Nagetier aus der Familie der Hörnchen (Sciuridae).

## Merkmale
Die Art hat eine Gesamtlänge von etwa 30 bis 50,8 Zentimetern. Der buschige Schwanz ist zwischen 12,7 und 22,9 Zentimeter lang. Das Fell ist kurz und glatt. Die Tiere erreichen ein Gewicht von 280 bis 738 g. Die Männchen sind etwas größer als die Weibchen. Kalifornische Ziesel haben einen braun gesprenkelten bis fleckigen Rücken. An den Schultern und dem Nacken besitzen sie helle, halbmondförmige Markierungen. Die Unterseite ist eine leichte Kombination von hellbraun, grau und weiß.

## Verbreitung

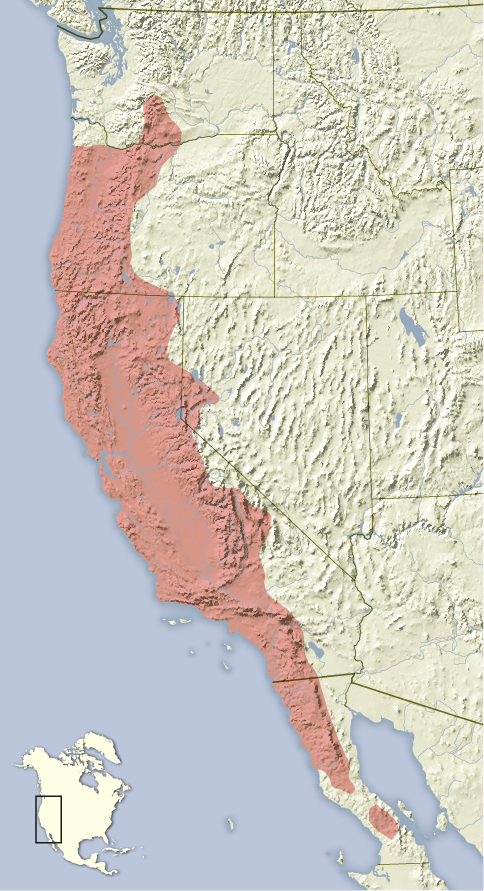
Verbreitungsgebiet des Kalifornischen Ziesels

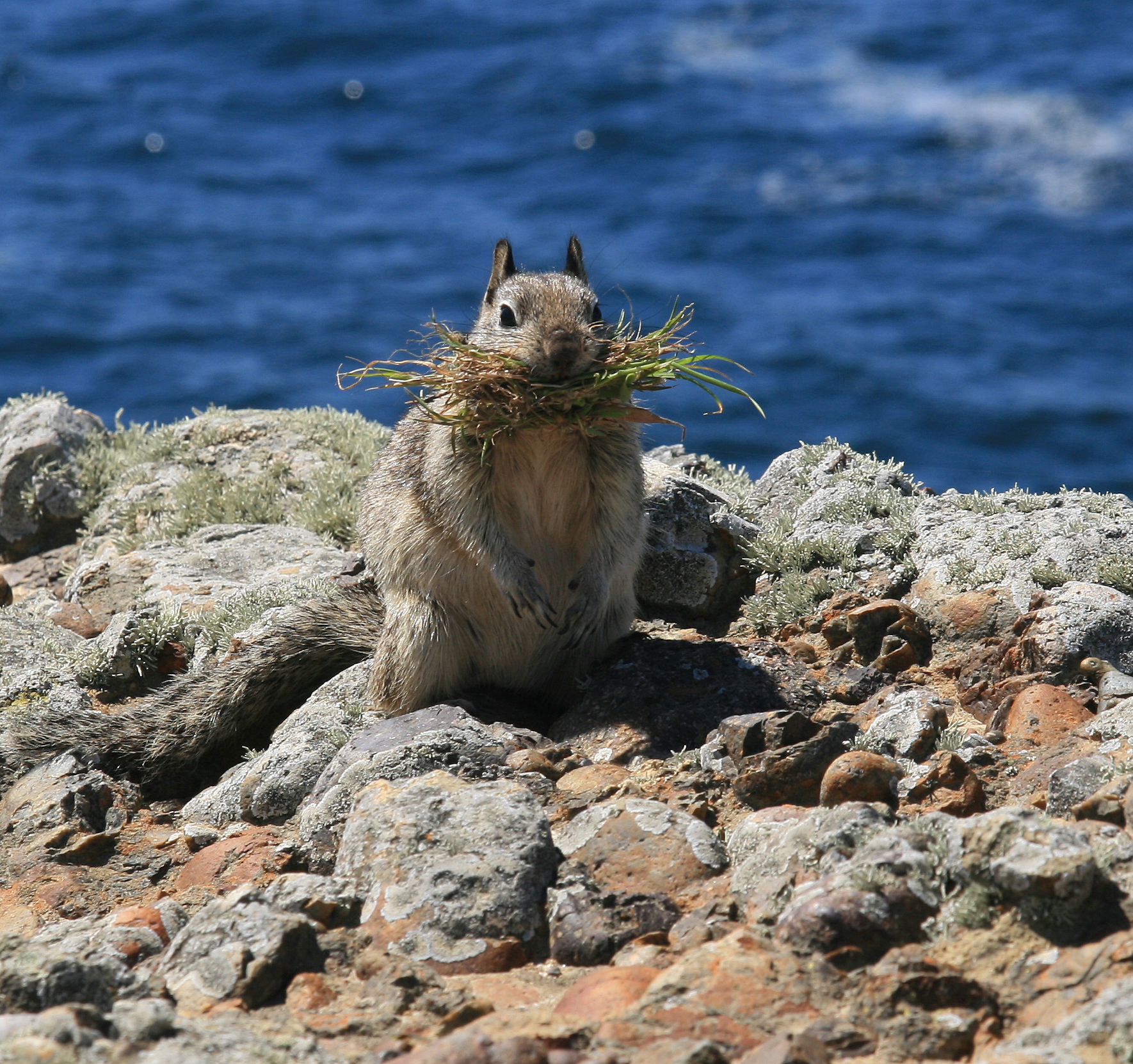
Kalifornischer Ziesel am Point Lobos

Der Kalifornische Ziesel kommt in Kalifornien, im westlichen Oregon und Nevada, im südwestlichen Washington sowie in Baja California vor.

## Lebensweise
Die tagaktiven Erdhörnchen leben vor allem in trockenen Habitaten, die sich in Höhenlagen bis etwa 2.200 Meter Höhe ziehen. Die Art lebt als Erdhörnchen am Boden. Sie verbringt ihre Ruhephasen in ihren Erdbauten. Die Erdbaue werden tagsüber verlassen, um auf Nahrungssuche zu gehen. Kalifornische Ziesel bilden Kolonien, ihre Baue legen sie in zumeist felsigen Habitaten an. Zudem kommen die Hörnchen in landwirtschaftlich genutzten Flächen und anderen Lebensräumen der küstennahen Bergtäler vor.

## Nahrung
Die meiste Zeit des Tages verbringen die Erdhörnchen mit dem Sammeln von Nahrung, die sie sowohl auf dem Boden als auch in den Bäumen finden. Einiges wird gleich an der Fundstelle verzehrt. Häufig nehmen sie es mit zu Aussichtspunkten und fressen es dort. Zusätzlich sammeln sie viel in ihre Backentaschen und vergraben es in kleinen Erdlöchern. Kalifornische Ziesel ernähren sich unter anderem von Samen, Früchten, Nüssen, Pilzen, Wurzeln beziehungsweise auch von Insekten, Wühlmäusen und Eiern.

## Fortpflanzung

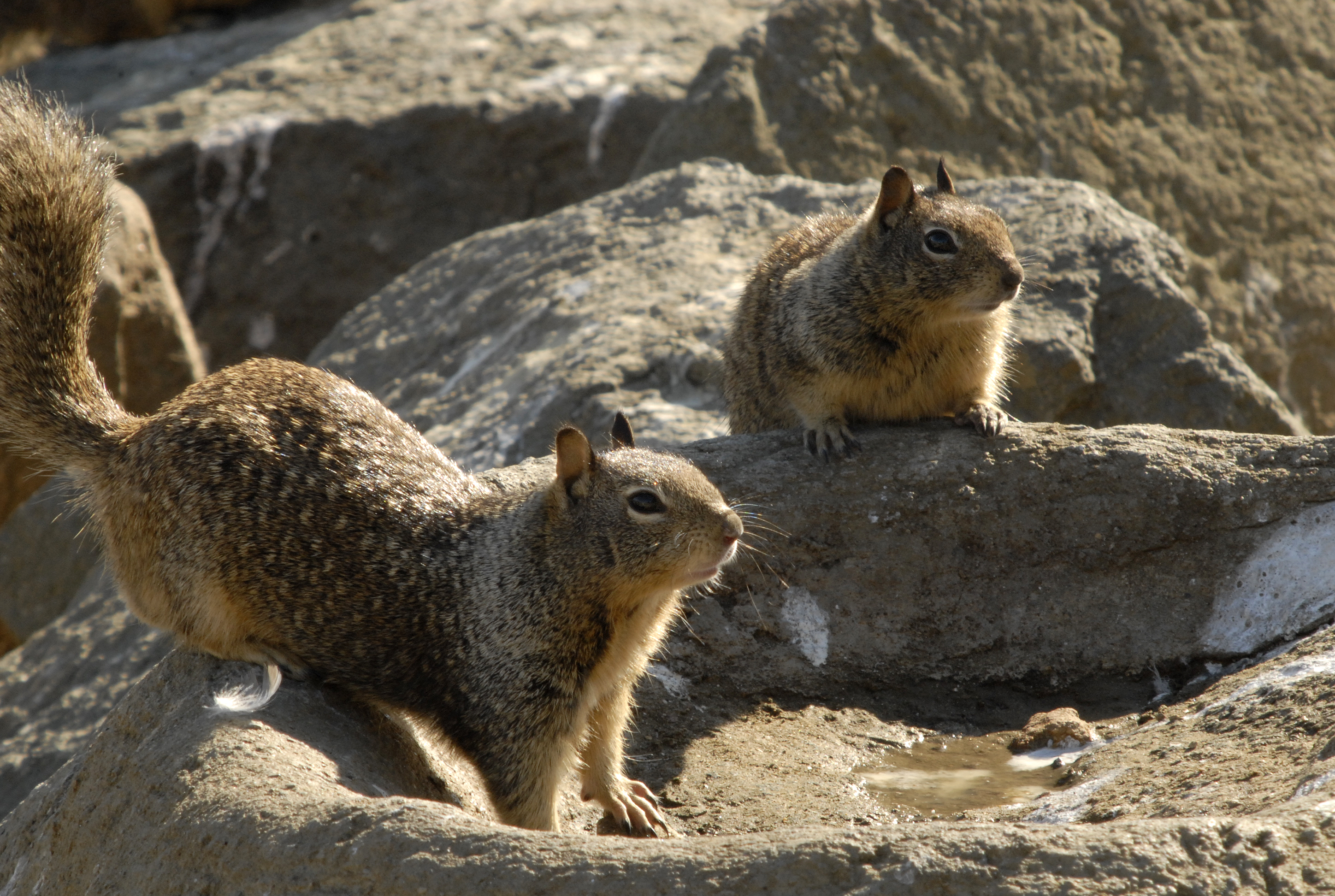
Paar in Morro Bay

Kalifornische Ziesel paaren sich im Frühjahr. Das Weibchen ist etwa einen Monat trächtig. Es bekommt zwischen fünf bis elf Junge. Die Jungen öffnen ihre Augen mit rund 5 Wochen und verlassen erstmals zwischen der 5. bis 8. Woche den Bau.

## Systematik

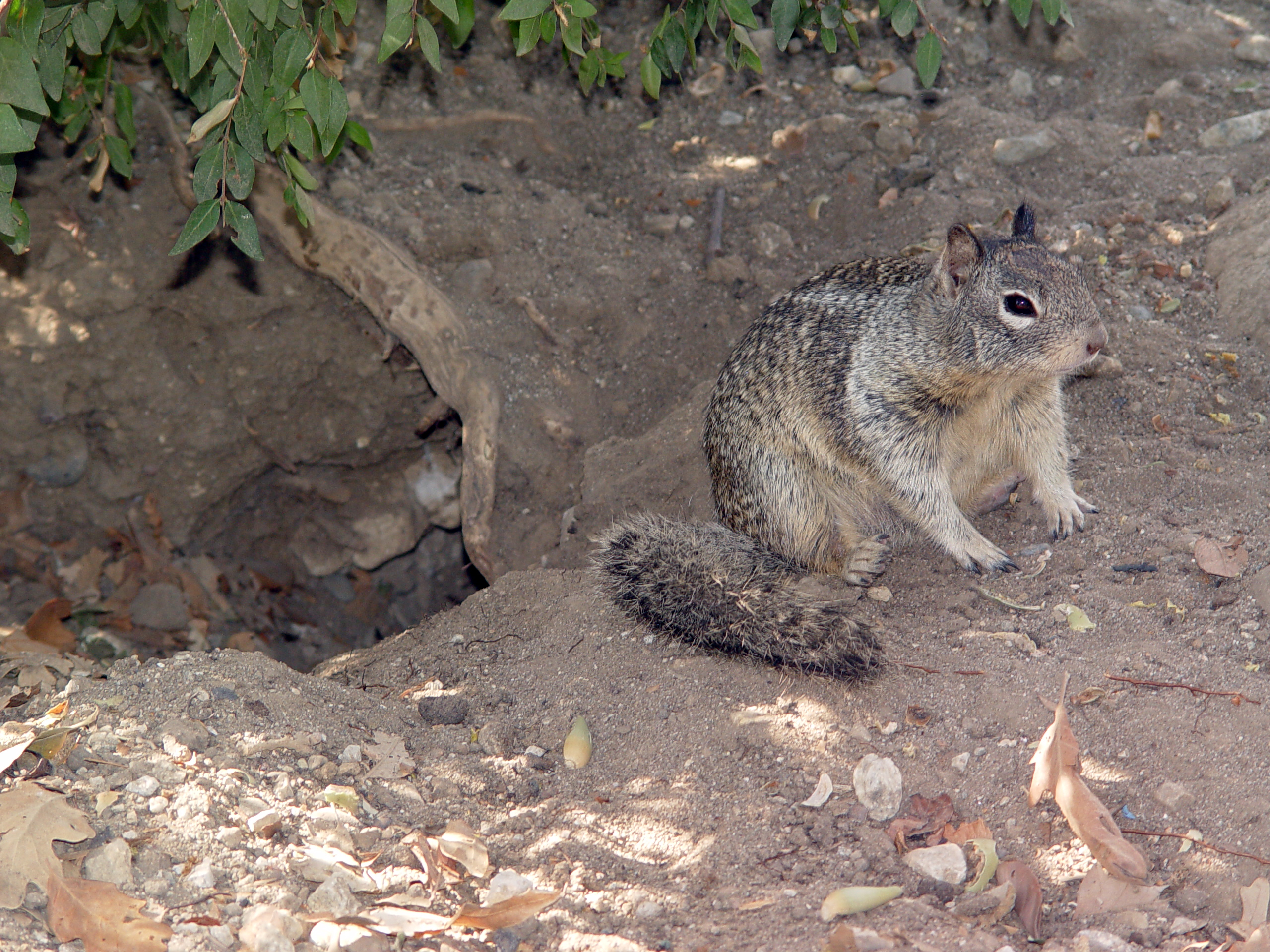
Ziesel vor der Erdhöhle

Der Kalifornische Ziesel ist eine Art der Gattung Otospermophilus innerhalb der Erdhörnchen. Die Erstbeschreibung erfolgte 1829 durch John Richardson. Zunächst wurde die Art gemeinsam mit weiteren heute als Gattungen betrachteten Taxa den Zieseln (Gattung Spermophilus) zugeordnet und als Untergattung behandelt.
Synonym wurde auch Gattungsname Citellus verwendet, der 1816 von Lorenz Oken in „Okens Lehrbuch der Naturgeschichte“ geprägt wurde. Der Name wurde bereits 1956 von der International Commission on Zoological Nomenclature (ICZN) für ungültig erklärt, weil er nicht der Linnäischen Nomenklatur folgte.
Es gibt acht Unterarten:
- Otospermophilus beecheyi beecheyi  (Richardson, 1829)
- Otospermophilus beecheyi douglasii (Richardson, 1829)
- Otospermophilus beecheyi fisheri  (Merriam, 1893)
- Otospermophilus beecheyi nesioticus (Elliot, 1904)
- Otospermophilus beecheyi nudipes  (Huey, 1931)
- Otospermophilus beecheyi parvulus  (A. H. Howell, 1931)
- Otospermophilus beecheyi rupinarum  (Huey, 1931)
- Otospermophilus beecheyi sierrae  (A. H. Howell, 1938)

## Gefährdung und Schutz

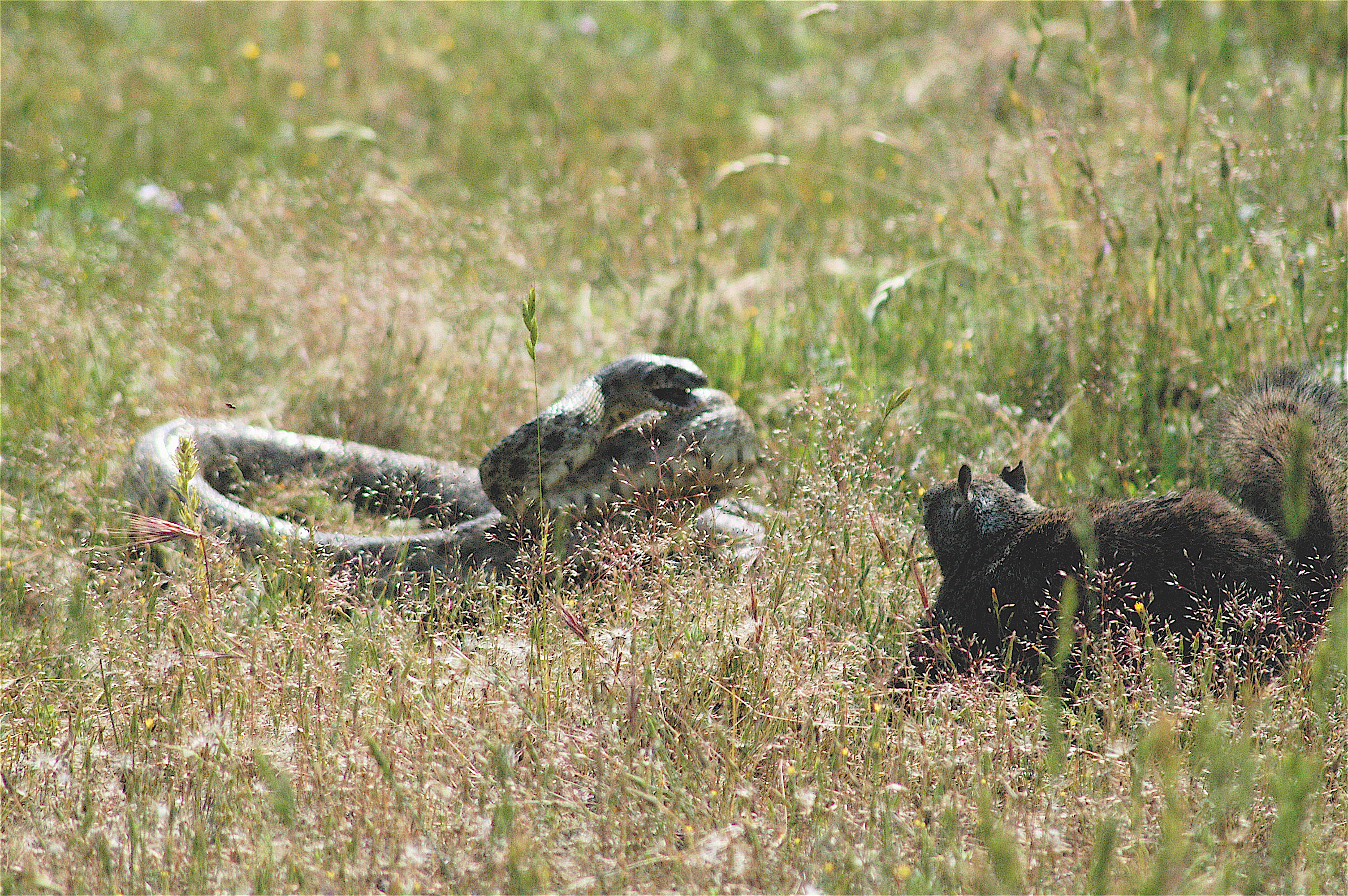
Eine Schlange beim Angriff auf ein Ziesel

Zu den Fressfeinden des Kalifornischen Ziesels gehören Adler, Dachse, Falken, Füchse, Klapperschlangen, Waschbären und Wiesel.
Kalifornische Ziesel haben unterschiedliche Strategien um Fressfeinde abzuwehren. Klapperschlangen können beispielsweise mit Hilfe der Grubenorgane kleine Temperaturdifferenzen von 0,2 bis 0,4 °C ausmachen und auf diese Weise warmblütige Beutetiere gut erkennen. Durch schwenken ihres Schwanzes kündigen Kalifornische Ziesel angreifenden Klapperschlangen ihr Wachsamkeit an, um diese von einer Attacke abzubringen. Dabei erhöhen sie auch die Körpertemperatur ihres Schwanzes. Durch die schnelle Auf- und Abbewegung ihres Schwanzes und das anschließende Aufstellen der Schwanzhaare wird dessen Durchblutung geförderten beziehungsweise der Anteil der abgestrahlten Wärme erhöht. Anscheinend verängstigt das visuelle Signal die Klapperschlange, weil sie die Beute größer erscheinen lässt.
Weibchen und junge Ziesel zerkauen auch die gehäutete Haut von Klapperschlange, um sich in ihren Höhlen vor den Fressfeinden zu schützen. Anschließend schmieren sie sich den Hautgeruch durch Lecken in ihr Fell. Manche Ziesel nehmen den Schlangengeruch von der Erde auf, indem sie sich darin wälzen. Offenbar täuscht der angenommene Schlangenduft jagende Klapperschlangen.
Der Kalifornische Ziesel wird von der International Union for Conservation of Nature and Natural Resources (IUCN) aufgrund seines vergleichsweise großen Verbreitungsgebietes und der stabilen Bestände als nicht gefährdet („least concern“) eingeordnet.